# Rzymski Trefl
Rzymski Trefl (włoski Fiori Romano, ang. "Roman" lub "Roma Club") to brydżowy system licytacyjny opracowany we Włoszech i używany przez Waltera Avarelliego i Georgio Belladonnę członków słynnego Blue Team.  Rzymski Trefl należy do rodziny systemów Trefla Wiedeńskiego.
Otwarcie w tym systemie wyglądają następująco:
```
1♣  12-16
PH
 układ zrównoważony
    21-22PH układ zrównoważony
    25-25PH układ zrównoważony
    17-20PH 4 trefle i boczny kolor pięciokartowy
            Dowolna ręka forsująca do końcówki
1
♦
  12-20PH 4+ kara, 
canapé

1
♥
  12-20PH 4+ kiery, canapé
1♠  12-20PH 4+ piki, canapé
1BA 17-20PH Układ zrównoważony
2♣  12-16PH Dowolny układ 4-4-4-1 lub 5-4-4-0
2
♦
  17-20PH Dowolny układ 4-4-4-1 lub 5-4-4-0
2
♥
  12-16PH 5+ kierów i 4 trefle
2♠  12-16PH 5+ pików i 4 trefle
2BA 23-24PH Układ zrównoważony
```

Po otwarciu 1♣ - 1♦  było sztucznym negatem, po otwarciach 1♦/♥/♠ (forsujące na jedno okrążenie) odpowiedź następną odzywką była negatywna z 0-9PH.